# Felanitx
Felanitx (hiszp. Felanich)  – miasto w Hiszpanii, we wspólnocie autonomicznej Baleary. Leży na wyspie Majorka. W 2007 liczyło 17 443 mieszkańców.